# Pom Klementieff
Pom Alexandra Klementieff (Québec, 3 maggio 1986) è un'attrice francese.

## Biografia
Nata nel 1986 a Québec da madre coreana e padre russo-francese in servizio in Canada come console del governo francese, è seconda di due figli. Il suo nome è Pom, che si pronuncia come la parola coreana che significa "tigre" (범) e "primavera" (봄). Ha vissuto in Canada solo un anno prima di trasferirsi in giro per il mondo per il lavoro del padre, vivendo in Giappone e in Costa d'Avorio prima di trasferirsi in Francia. Suo padre morì a seguito di un cancro quando lei aveva 5 anni. Sua madre era malata di schizofrenia e quindi inadatta a occuparsi dei figli, e perciò Pom e suo fratello si trasferirono a casa di uno zio paterno e sua moglie.
Suo zio è morto il giorno del suo diciottesimo compleanno e il fratello si è suicidato il giorno del suo venticinquesimo compleanno. Pom ha brevemente frequentato la scuola di legge, dopo la morte di suo zio per accontentare la zia, ma non ha trovato il percorso di carriera attraente. Ha anche lavorato come cameriera e commessa in Francia. Ha iniziato a recitare all'età di 19 anni presso la scuola di recitazione Cours Florent di Parigi. Pochi mesi dopo la sua formazione ha vinto un concorso di teatro che le ha permesso di partecipare a dei corsi gratuiti per due anni con i migliori insegnanti della scuola.

## Carriera
Il suo primo ruolo come attrice professionista è stato nel film francese Après lui (2007), come figliastra della protagonista interpretata da Catherine Deneuve. Le riprese delle sue scene sono durate tre giorni. Durante una scena, Pom avrebbe dovuto spingere qualcuno giù per una rampa di scale, ma accidentalmente cadde dalle scale lei stessa, e il regista Gaël Morel mantenne quella scena nel film. Il suo primo ruolo da protagonista è stato in Loup (2009), un film francese su una tribù di allevatori di renne in montagna in Siberia. Durante le riprese ha alloggiato in un campo distante qualche ora dal villaggio più vicino, dove le temperature scendevano a 30 gradi sotto zero, ha stretto amicizia con i nomadi che vivevano lì, ha lavorato con dei veri lupi, cavalcato renne e nuotato con un cavallo in un lago.
Ha fatto il suo debutto hollywoodiano in Oldboy (2013) di Spike Lee, un remake del film della Corea del Sud con lo stesso nome. Ha interpretato Haeng-Bok, la guardia del corpo dell'antagonista interpretato da Sharlto Copley. Fan del film originale, Klementieff ha sentito parlare della parte attraverso Roy Lee, un produttore del remake, e ha preso lezioni di boxe dopo aver appreso che il ruolo richiedeva di conoscere le arti marziali. Dopo aver mostrato le sue abilità di boxe durante l'audizione, Lee le ha chiesto di poter andare a casa e tornare indossando un vestito più femminile e il make-up, come doveva essere il personaggio nel film. Pom ha contribuito a scegliere alcuni dei suoi vestiti del guardaroba per il personaggio, e si è addestrata tre ore al giorno per due mesi per una lotta su schermo con la stella Josh Brolin.
Dopo Oldboy si è trasferita a Los Angeles dove ha cominciato a perseguire più audizioni per Hollywood. Ha continuato a studiare taekwondo dopo il film, e ha raggiunto la cintura viola nell'estate del 2014. Il suo ruolo successivo è stato in Hacker's Game (2015), nel quale interpreta una hacker paragonata a Lisbeth Salander dal romanzo Uomini che odiano le donne. Klementieff ha usato le sue capacità di boxe nel film, e grazie al basso budget del film ha potuto scegliere il proprio guardaroba. È stata una sua idea tingersi i capelli viola per il ruolo, idea che inizialmente non convinceva il regista, ma che ha poi trovato il suo avallo. Nel 2016 è entrata a far parte del cast di Guardiani della Galassia Vol. 2 nel ruolo di Mantis, ruolo che ha ripreso in Avengers: Infinity War nel 2018, in Avengers: Endgame  nel 2019, in Thor: Love and Thunder nel 2022 e in Guardiani della Galassia Vol. 3 nel 2023.

## Filmografia

### Attrice

#### Cinema
- Après lui, regia di Gaël Morel (2007)
- The Easy Way, regia di Jean-Paul Rouve (2008)
- Loup, regia di Nicolas Vanier (2009)
- Borderline, regia di Alexandre Coffre (2011)
- Notte bianca (Nuit blanche), regia di Frédéric Jardin (2011)
- Delicacy, regia di David Foenkinos e Stéphane Foenkinos (2011)
- L'amore dura tre anni (L'amour dure trois ans), regia di Frédéric Beigbeder (2011)
- Silhouettes, regia di Lars Knorrn (2011)
- La delicatezza (La Délicatesse), regia di Stéphane Foenkinos e David Foenkinos (2011)
- Radiostars, regia di Romain Lévy (2012)
- Porn in the Hood, regia di Franck Gastambide (2012)
- Parigi a tutti i costi (Paris à tout prix), regia di Reem Kherici (2013)
- Oldboy, regia di Spike Lee (2013)
- Hacker's Game, regia di Cyril Morin (2015)
- Guardiani della Galassia Vol. 2 (Guardians of the Galaxy Vol. 2), regia di James Gunn (2017)
- Ingrid Goes West, regia di Matt Spicer (2017)
- Newness, regia di Drake Doremus (2017)
- Avengers: Infinity War, regia di Anthony e Joe Russo (2018)
- Avengers: Endgame, regia di Anthony e Joe Russo (2019)
- Diamanti grezzi (Uncut Gems), regia di Josh e Benny Safdie (2019)
- Thunder Force, regia di Ben Falcone (2021)
- The Suicide Squad - Missione suicida (The Suicide Squad), regia di James Gunn (2021) - cameo
- Thor: Love and Thunder, regia di Taika Waititi (2022)
- Guardiani della Galassia Vol. 3 (Guardians of the Galaxy Vol. 3), regia di James Gunn (2023)
- Mission: Impossible - Dead Reckoning, regia di Christopher McQuarrie (2023)
- The Killer's Game, regia di J.J. Perry (2024)
- Mission: Impossible - The Final Reckoning, regia di Christopher McQuarrie (2025)

#### Televisione
- Pigalle, la nuit – serie TV, 8 episodi (2009)
- Black Mirror – serie TV, episodio 5x01 (2019)
- Westworld - Dove tutto è concesso (Westworld) – serie TV, episodi 3x01-3x03-3x05 (2020)
- Guardiani della Galassia Holiday Special (The Guardians of the Galaxy Holiday Special) - speciale televisivo (2022)

#### Cortometraggi
- Qu'est-ce qu'on fait?, regia di André Cavaillé (2010)
- El Turrrf, regia di Louis-Ronan Choisy (2012)
- À l'ombre du palmier, regia di Bruno Veniard (2012)
- RossFit, regia di Jon Mackey (2014)
- Seed, regia di Nelson Lee (2016)
- Time of Day, regia di Thimios Bakatakis (2019)

### Doppiatrice
- La famiglia Addams (The Addams Family), regia di Greg Tiernan e Conrad Vernon (2019)
- Save Ralph, regia di Spencer Susser (2020) - cortometraggio
- Superman, regia di James Gunn (2025)

## Doppiatrici italiane
Nella versione in italiano delle opere in cui ha recitato, Pom Klementieff è stata doppiata da:
- Eleonora Reti in Guardiani della Galassia Vol. 2, Avengers: Infinity War, Avengers: Endgame, Thunder Force, Thor: Love and Thunder, Guardiani della Galassia Holiday Special, Guardiani della Galassia Vol. 3, The Killer's Game
- Benedetta Ponticelli in Black Mirror
- Jolanda Granato in Newness

Da doppiatrice è sostituita da:
- Sara Labidi ne La famiglia Addams